# Alfa Romeo Portello
Alfa Romeo Portello i Milano var Alfa Romeos första fabrik och huvudfabriken för företaget från 1910 och fram till 1960-talet. Fabriken stängdes 1986 men då hade sedan 1960-talet tillverkning och utveckling förts över till den modernare Aresefabriken. Fabriken i Portello var ursprungligen plats för franska Darracq som ville etablera sig i Italien och tillverkningen startade 1908.